# Matilde Valentín
Matilde Valentín Navarro, née le 17 octobre 1956, est une femme politique espagnole membre du Parti socialiste ouvrier espagnol (PSOE).

## Biographie

### Vie privée
Elle est mariée et mère de deux filles et un fils.

### Profession
Elle est secrétaire administrative à Balazote.

### Activités politiques
Elle est conseillère municipale et adjointe au maire d'Albacete de 1991 à 1995.
Elle est députée au Congrès des députés de 2000 à 2003 pour la VIIe législature, étant porte-parole socialiste à la commission de la Santé et membre de la députation permanente. De 2003 à 2015 elle est députée aux Cortes de Castille-La Manche, étant première secrétaire du bureau de 2007 à 2011 et présidente du groupe parlementaire socialiste de 2011 à 2015.
De 2012 à 2016 elle est présidente du PSOE de Castille-La Manche.
Le 20 décembre 2015, elle est élue sénatrice pour Albacete au Sénat et réélue en 2016.